# Ocotea rotundata
Espèce
Statut de conservation UICN

 VU B1ab(iii) : Vulnérable
Ocotea rotundata est une espèce de plantes à fleurs de la famille des Lauraceae.

## Publication originale
- Annals of the Missouri Botanical Garden 78(2): 419. 1991.